# Stipa penicillata
Stipa penicillata är en gräsart som beskrevs av Hand.-mazz. Stipa penicillata ingår i släktet fjädergrässläktet, och familjen gräs. Inga underarter finns listade i Catalogue of Life.